# Pterolophia quadrifasciculata
Pterolophia quadrifasciculata là một loài bọ cánh cứng trong họ Cerambycidae.